# Aurora (Santa Catarina)
Aurora es un municipio brasileño del estado de Santa Catarina. Tiene una población estimada al 2022 de 6 780 habitantes. Forma parte de la Región metropolitana del Alto Valle de Itajaí.

## Historia
La tierras del municipio fueron pobladas alrededor del 1910 en el margen del Rio Itajaí do Sul, por agricultores llegados de Apiúna. Más tarde llegaron a la nueva localidad colonos alemanes. En ese tiempo, la ciudad era conocida como Lautembach.
El municipio fue creado en 1964, emancipándose de Rio do Sul. Cambió su nombre a Aurora por el bello amanecer natural del lugar.